# Ferdinand von Heinemann
Heinrich Ernst Ludwig Ferdinand von Heinemann (* 23. Oktober 1818 in Bettmar; † 29. November 1881 in Wolfenbüttel) war ein deutscher Schulmann, Dichter und Politiker.

## Herkunft
Ferdinand war der Sohn des herzoglich braunschweigischen Kreisgerichtsdirektors Friedrich Joachim von Heinemann (1770–1854) und dessen Ehefrau Charlotte, geborene Meinders (1785–1854). Er hatte mehrere bekannte Brüder:
- Hermann (1812–1871), Finanzrat und Entomologe in Braunschweig ⚭ Theodore Gerstell
- Alexander (1813–1884), preußischer Generalmajor
- Adolf (1820–1906), preußischer Generalmajor
- Otto (1824–1904), deutscher Bibliothekar und Historiker ⚭ Helene von Brandenstein (1827–1902)

## Leben und Wirken
Sein Vater wurde wenige Monate nach seiner Geburt nach Helmstedt versetzt. Dort besuchte Ferdinand das Gymnasium Julianum und studierte ab Ostern 1838 Theologie an der Universität Jena, unter anderem bei dem Kirchenhistoriker Karl von Hase, von 1839 bis 1841 in Berlin, vor allem bei August Neander und Wilhelm Vatke. Während seines Studiums wurde er 1838 Mitglied der Burschenschaft in Jena und 1839 des Burschenschaftlichen Lese- und Kränzchenvereins Berlin. Am 29. April 1842 bestand er in Wolfenbüttel die „vorläufige“ theologische Prüfung, war bis 1846 Hauslehrer in Suderode bei Hornburg, dann Aushilfslehrer am Gymnasium in Helmstedt, bestand am 12. Mai 1848 das theologische Hauptexamen „wohl“ und war von Michaelis 1848 bis 1850 Kollegiat im Predigerseminar in Wolfenbüttel, entschied sich aber für den Lehrerberuf.
1850 übernahm von Heinemann die Stellung eines Collaborators und Hauptlehrers am Progymnasium in Braunschweig, ab 1858 unterrichtete er Griechisch, Deutsch und Geschichte auch am Obergymnasium. 1864 wurde er als „erster Oberlehrer“ an das Gymnasium in Helmstedt versetzt, und ab 1870 war er bis zu seinem Tod Direktor des Gymnasiums in Wolfenbüttel.
Von 1861 bis 1866 und 1875 bis 1881 war er Mitglied der Braunschweigischen Landesversammlung und von 1867 bis 1869 Mitglied des norddeutschen Reichstages in der Nationalliberalen Partei für den Reichstagswahlkreis Herzogtum Braunschweig 2. Sein 1881 erreichtes Reichstagsmandat konnte er krankheitsbedingt nicht mehr antreten. Von 1872 bis zu seinem Tod 1881 gehörte er auch der Landessynode der Braunschweigischen Landeskirche an.
Er heiratete am 5. November 1850 Elisabeth von Ribbentrop (1808–1886). Das Paar blieb kinderlos.

## Veröffentlichungen
Ferdinand von Heinemann veröffentlichte 1845 eine Sammlung Gedichte und später mehrere Dramen: 
- Robespierre. 1850.
- Friesenhof. 1859.
- Der Waffenschmied von Braunschweig. 1861 (herausgegeben erst 1876)

Außerdem veröffentlichte er eine Reihe literargeschichtlicher, politischer u. a. Aufsätze.